# Opus africanum

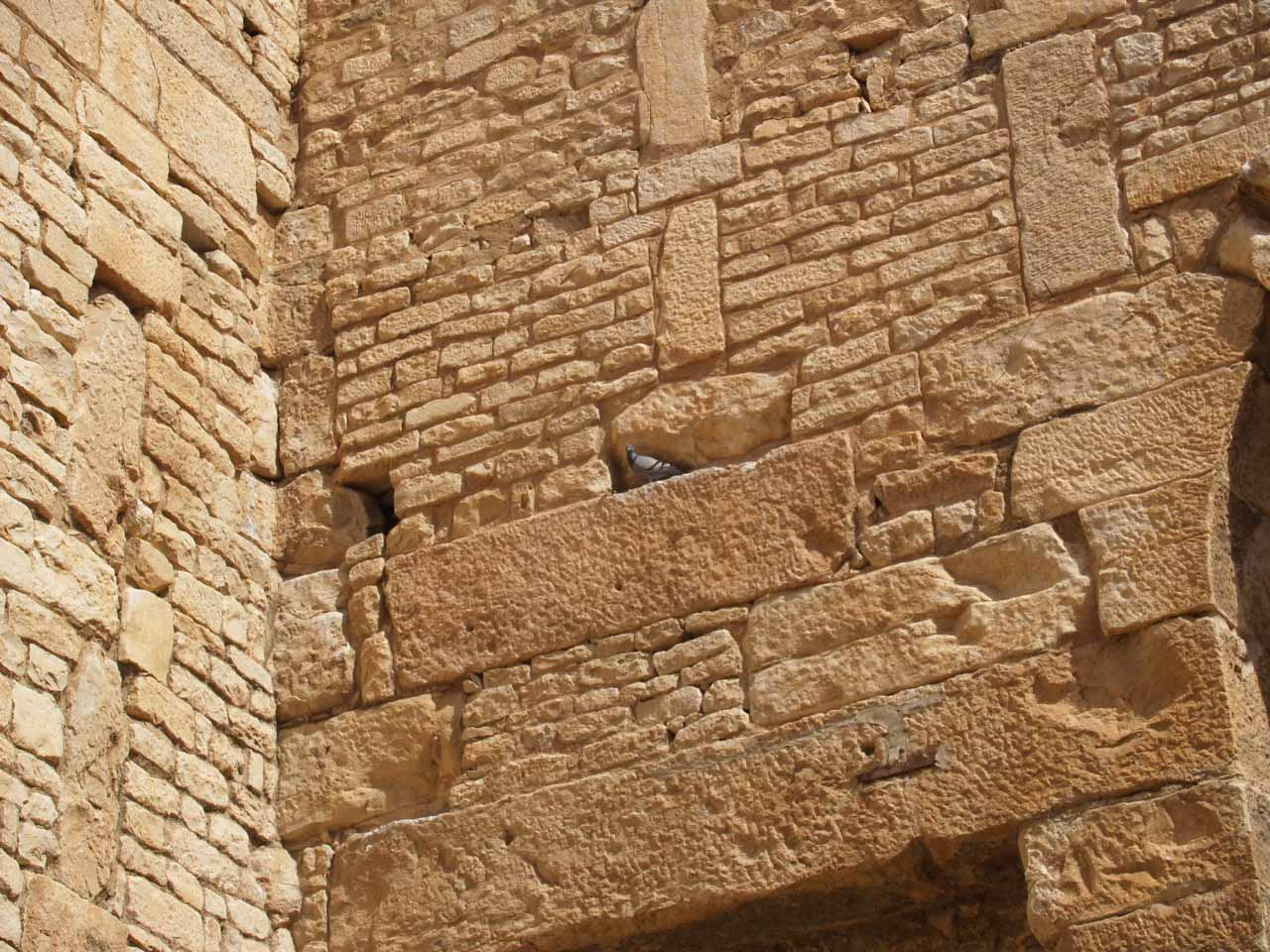
Exemple de mur en opus africanum sur la cella du Capitole de Dougga.

L'opus africanum est une technique de construction utilisée en Afrique du Nord durant l'Antiquité, de l'époque punique à l'époque romaine.
Dans cet appareil dit à chaînage, des murs en pierres ou en moellons alternent avec des piliers taillés soigneusement et disposés verticalement. L'usage de harpes verticales en pierre, qui sont disposées à brève distance les unes des autres et dont l'espace intermédiaire est rempli de petit moellons ou de briques, est typiquement d'origine punique. En effet, on en a retrouvé sur le site archéologique de Kerkouane et son usage est attesté durant une longue période. De beaux exemples subsistent à Dougga, en Tunisie.